# Цока
Цока (итал. Zocca) је насеље у Италији у округу Модена, региону Емилија-Ромања.
Према процени из 2011. у насељу је живело 1773 становника. Насеље се налази на надморској висини од 747 м.

## Становништво
Према резултатима пописа становништва 2011. у општини је живело 4.883 становника.
| 1931. | 1936. | 1951. | 1961. | 1971. | 1981. | 1991. | 2001. | 2011. |
| ----- | ----- | ----- | ----- | ----- | ----- | ----- | ----- | ----- |
| 7.341 | 7.524 | 7.177 | 5.520 | 4.483 | 4.206 | 4.213 | 4.593 | 4.883 |

## Партнерски градови
- Boa Vista